# Ryan Atoe
Talifaia Atoe, detto Ryan (24 marzo 1981), è un ex giocatore di football americano statunitense che ha giocato come defensive tackle.
Suo fratello James è stato membro della  nazionale statunitense vincitrice del mondiale 2015.